# 10708 Richardspalding
10708 Richardspalding este o planetă minoră (asteroid), cu un diametru de 7,908 km, din centura de asteroizi. A fost descoperită pe 25 octombrie 1981 la Observatorul Palomar de Schelte J. Bus. 
Obiectul prezintă o orbită caracterizată de o semiaxă mare de 2,9104549 UAi, o excentricitate de 0,08, o înclinație de 3,13402 ° în raport cu ecliptica.